# Pulvermühle (Grafengehaig)
Pulvermühle ist eine Wüstung auf dem Gemeindegebiet des Marktes Grafengehaig im Landkreis Kulmbach (Oberfranken, Bayern).

## Geografie
Die Einöde lag auf einer Höhe von 458 m ü. NHN im tief eingeschnittenen Tal des Großen Rehbachs und am Kleinen Rehbach, der dort als linker Zufluss mündet, in unmittelbarer Nachbarschaft von Waffenhammer (= Guttenberger Hammer).

## Geschichte
Die Pulvermühle war ursprünglich Haus Nr. 1 von Eisenhammer (=Guttenberger Hammer), das seit 1812 ein Ort der Ruralgemeinde Weidmes war. Gegen Ende des 18. Jahrhunderts wurden die beiden Mühlen als Eisen- und Zähnhammer genutzt. Spätestens seit den 1860er Jahren wurde Haus Nr. 1 als Pulvermühle genutzt. In den amtlichen Ortsverzeichnissen nach 1888 wird der Ort nicht mehr aufgelistet. In den topographischen Karten gibt es ebenfalls keine Einträge. Ob Pulvermühle abgebrochen wurde oder von da an zum Ort Guttenberger Hammer gezählt wurde, ist unklar. Heute existiert das Hauptgebäude nicht mehr.

## Einwohnerentwicklung
| Jahr        | 001861 | 001871 | 001885 |
| Einwohner   | 3      | 5      | 22     |
| Wohngebäude |        |        | 1      |
| Quelle      | [ 5 ]  | [ 6 ]  | [ 7 ]  |

## Religion
Der Ort war evangelisch-lutherisch geprägt und Zum Heiligen Geist (Grafengehaig) gepfarrt.